# Robin Korte

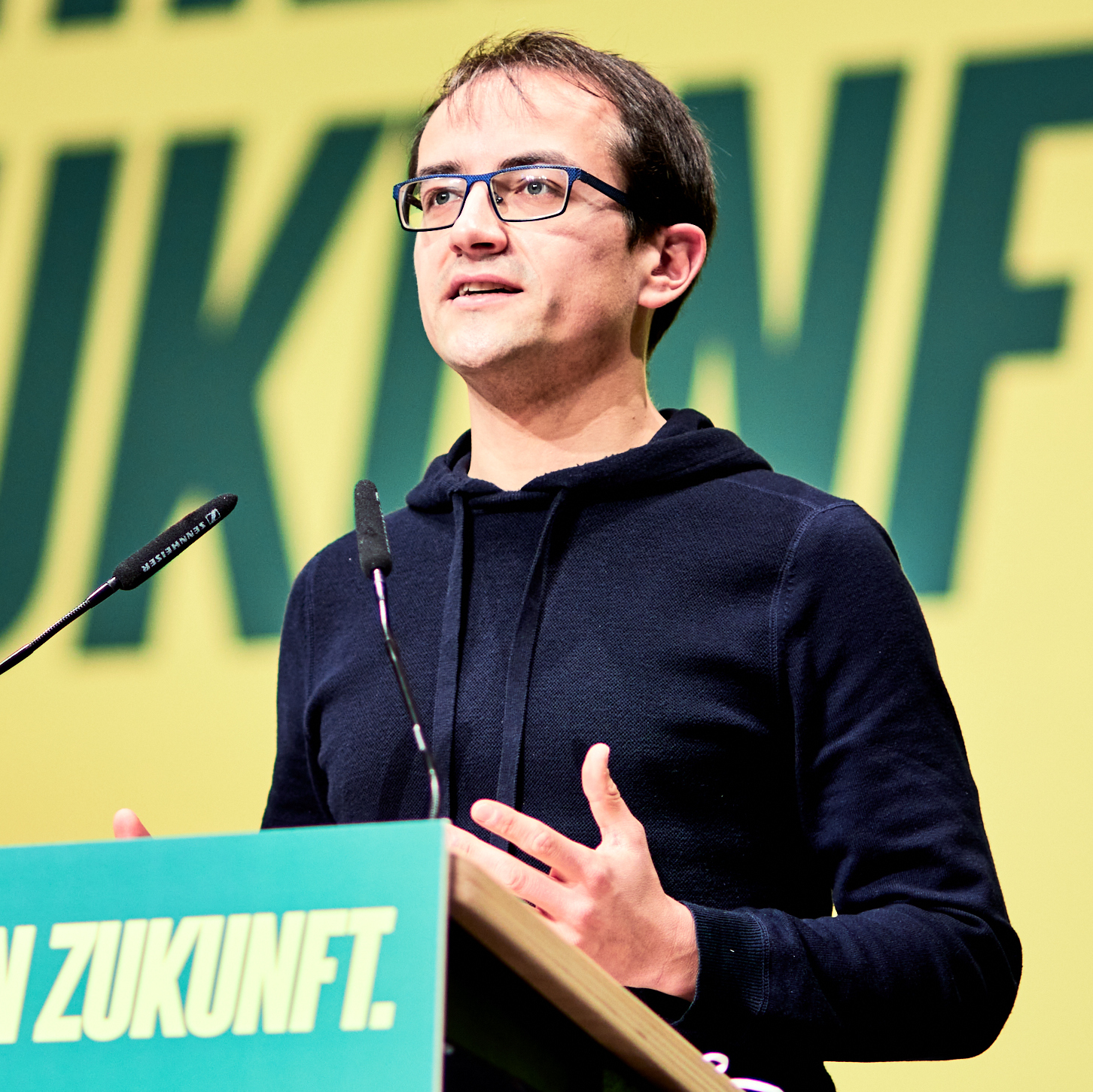
Robin Korte (2021)

Robin Udo Korte (* 1988 in Langenhagen) ist ein deutscher Politiker (Bündnis 90/Die Grünen). Er ist seit 1. Juni 2022 Abgeordneter im Landtag von Nordrhein-Westfalen.

## Leben
Korte studierte von 2008 bis 2011 im Bachelor Biochemie an der Universität Bielefeld, anschließend Lebensmittelchemie an der Westfälischen Wilhelms-Universität Münster und schloss 2013 als Master of Science ab. 2017 promovierte er in Münster im Bereich Lebensmittelanalytik zum Thema Analysis and Characterization of Food Allergens. Bis zu seiner Wahl in den Landtag war er als Arbeitsgebietsleiter Bedarfsgegenstände am Chemischen und Veterinäruntersuchungsamt Münsterland-Emscher-Lippe tätig.

## Politik
Seit 2012 ist Korte Mitglied der Grünen, von 2016 bis 2020 gehörte er in Münster dem Kreisvorstand der Partei an. Er wurde 2020 als Ratsherr in Münster gewählt und übernahm im Umwelt- und Bauausschuss des Stadtrats den Vorsitz.
Bei der Landtagswahl in Nordrhein-Westfalen 2022 gewann Korte mit 35,3 % den Landtagswahlkreis Münster II direkt und wurde somit zum Wahlkreisabgeordneten gewählt. Im Landtag ist er Vorsitzender des Ausschusses für Wirtschaft, Industrie, Klimaschutz und Energie sowie Sprecher seiner Fraktion für Heimat und Kommunales.